# Пал Берегсасі Надь
Пал Берегсасі Нодь (угор. Beregszászi Nagy Pál; близько 1750, Мужієво, комітат Береґ, Угорщина — 18 травня 1828, Чопівка, комітат Береґ, Угорщина) — угорський мовознавець та історик.

## Життєпис
Закінчив школу у місті Шарошпатак. У 1796 році став вчителем у Шарошпатаку, де викладав теологію та східні мови. Викладав в університеті в Ерлангені, читав приватні лекції угорською мовою. У 1800 році став ректором. Пішов у відставку з посади вчителя в 1803 році. З 1806 по 1814 рік перебував на батьківщині, де займався вирощуванням власного виноградника. У 1822 році жив у комітаті Пешт. Був суддею комітатів Мараморош, Земплін та Угоча, а також членом Геттінгенського товариства вчених. Помер 18 травня 1828 року в селі Чопівка на Закарпатті.

## Наукова діяльність та публікації
Як угорський мовознавець намагався порівнювати угорську мову з деякими східними мовами. Публікації:
- Carmen quo amicissimi sibi viro Gvil. Friderico Hufnagel dum laetissimas suas cum virgine Caroline Breyer nuptias celebraret, gratulatur. Erlangae, 1781.
- Carmen tenue quo amicissimum sibi virum Henric. Carol. Alexandrum Haenlein, dum carissimam suam uxorem Augustam Sophiam Germanam, Ier. Nicolai Eyring filiam dilectissimam Gottinga domum duceret amice excipit et utriusque ex animo gratulatur Erlangae die 22. Aprilis 1793. U. ott.
- Tentamen philologico-criticum in loca quaedam Aeshyli et Theocriti obscuriora. U. ott, 1794.
- Parallelon inter linguam persicam et magyaricam dictum. U. ott, 1794.
- Comparatio linguae turcicae cum hungarica. U. ott, 1794.
- Ueber die Selbstkenntniss. U. ott, 1795.
- Ueber die Aehnlichkeit der hungarischen Sprache mit den morgenländischen. Leipzig, 1796.
- Versuch einer magyarischen Sprachlehre, mit einiger Hinsicht auf die Türkische und andere morgenländischen Sprachen. Erlangen, 1797.
- Dissertatio philologica de vocabulorum derivatione ac formatione in lingua magyarica. Pestini 1815.
- Pennaháború. Sárospatak. 1820. (Együtt jelent meg A sárospataki collegiumról tett tudósítás megvizsgálása című munkájával.)
- Dissertatio de natura, indole et qualitate linguae magyaricae. Pestini, 1828.

## Вшанування пам'яті
- У місті Берегово в Закарпатській області названо вулицю на честь Берегсасі Нодь Пала[4].
- У 1990 році районна організація КМКС встановила надгробний пам'ятник Берегсасі Нодь Пала[2].